# Herbita
Herbita is een geslacht van vlinders van de familie spanners (Geometridae), uit de onderfamilie Ennominae.

## Soorten
- H. aglausaria Walker, 1860
- H. albirenata Warren, 1906
- H. amicaria Schaus, 1912
- H. artayctes Druce, 1891
- H. asinana Prout, 1910
- H. atomaria Walker, 1860
- H. betzi Herbulot, 1977
- H. capnodiata Guenée, 1858
- H. capona Dognin, 1900
- H. castraria Schaus, 1901
- H. coctura Dognin, 1901
- H. crenulata Warren, 1905
- H. cyclopeata Möschler, 1881
- H. chiomaria Schaus, 1923
- H. declinata Guenée, 1858
- H. decurtaria Herrich-Schäffer, 1855
- H. dognini Thierry-Mieg, 1892
- H. domingaria Dognin, 1924
- H. dulcisona Prout, 1916
- H. fulva Dognin, 1911
- H. hypolizon Prout, 1933
- H. incata Schaus, 1901
- H. lilacina Warren, 1897
- H. malchusaria Schaus, 1923
- H. marmorata Dognin, 1900
- H. medama Druce, 1891
- H. medona Druce, 1892
- H. medullata Dyar, 1918
- H. nedusia Druce, 1892
- H. nestor Druce, 1892
- H. niebla Dognin, 1896
- H. ochriplaga Warren, 1904
- H. olivata Warren, 1901
- H. opalizans Warren, 1904
- H. pallidaria Jones, 1921

- H. praeditaria Herrich-Schäffer, 1856
- H. prouti Giacomelli, 1911
- H. quinquemaculata Dognin, 1910
- H. reducta Schaus, 1923
- H. renipuncta Warren, 1895
- H. rhoda Butler, 1882
- H. ruadhanaria Schaus, 1923
- H. siccifolia Warren, 1904
- H. somnolenta Warren, 1904
- H. subapicalis Dognin, 1900
- H. subcostata Warren, 1900
- H. subdentilinea Dognin, 1910
- H. tanagra Dognin, 1923
- H. tenebrica Dognin, 1892
- H. testinata Guenée, 1858
- H. tharbaria Schaus, 1923
- H. transcissa Walker, 1860
- H. tucumana Dognin, 1923
- H. ulpianaria Schaus, 1923
- H. valtrudaria Schaus, 1923
- H. versilinea Warren, 1904
- H. vinosata Guenée, 1857
- H. zarina Dognin, 1893